# Lagenaria sphaerica
Lagenaria sphaerica là một loài thực vật có hoa trong họ Cucurbitaceae. Loài này được (Sond.) Naudin mô tả khoa học đầu tiên năm 1866.

## Hình ảnh

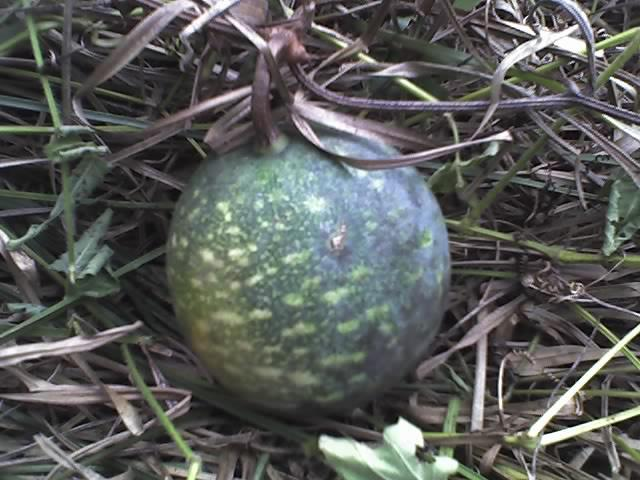
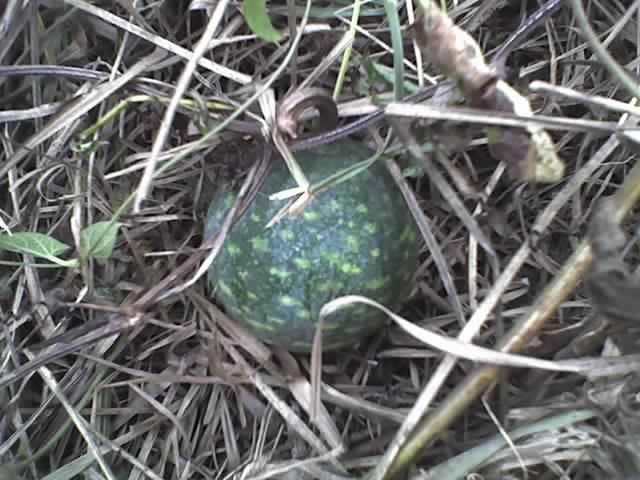
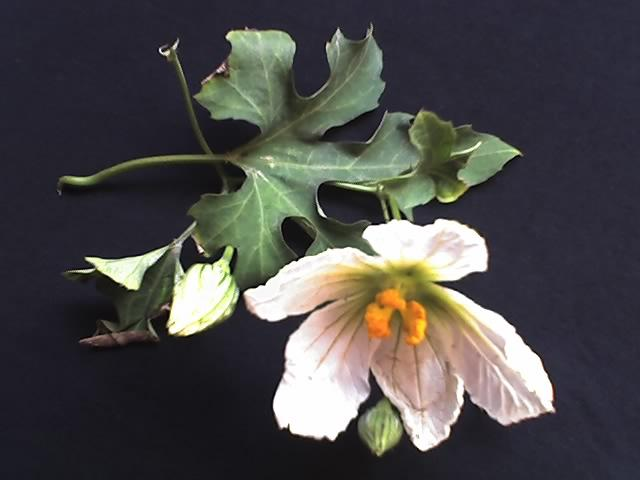